# Vandelans
Vandelans település Franciaországban, Haute-Saône megyében. Lakosainak száma 109 fő (2022. január 1.). Vandelans Beaumotte-Aubertans, Rigney, La Barre és Cirey községekkel határos.

## Népesség
A település népessége az elmúlt években az alábbi módon változott:
| Lakosok száma | 117  | 118  | 115  | 111  | 108  | 110  | 108  | 106  | 109  |
|               | 2013 | 2015 | 2016 | 2017 | 2018 | 2019 | 2020 | 2021 | 2022 |